# کوپه، سوئیس
شهر کوپه  در بخش نیون در ایالت وو در کشور سوئیس واقع شده‌است که ۲٬۴۰۰ نفر  جمعیت دارد.